# Агва Фрија (Њу Мексико)
Агва Фрија (енгл. Agua Fria) насељено је место без административног статуса у америчкој савезној држави Њу Мексико.

## Демографија
По попису из 2010. године број становника је 2.800, што је 749 (36,5%) становника више него 2000. године.
| Група             | 2000.         | 2010.         |
| Белци             | 373 (18,2%)   | 514 (18,4%)   |
| Афроамериканци    | 12 (0,6%)     | 10 (0,4%)     |
| Азијати           | 5 (0,2%)      | 13 (0,5%)     |
| Хиспаноамериканци | 1.625 (79,2%) | 2.219 (79,3%) |
| Укупно            | 2.051         | 2.800         |

## У популарној култури
Агва Фрија је место догађаја из песме Мартија Робинса Big Iron, у којој убица звани Texas Red излази на двобој против аризонског ренџера који га прогања.